# Reasonable Doubt (série télévisée)
Reasonable Doubt est une série télévisée américaine créée par Raamla Mohamed et diffusée depuis le 27 septembre 2022 sur Hulu.
Dans les pays francophones, elle est disponible sur Disney+.

## Synopsis
L'avocate la plus brillante et la plus intrépide de Los Angeles, Jax Stewart, défie le système judiciaire dès qu'elle en a l'occasion.

## Distribution
- Emayatzy Corinealdi : Jacqueline « Jax » Stewart
- McKinley Freeman : Lewis Stewart
- Tim Jo (en) : Daniel Kim
- Christopher Cassarino : Rich Reed
- Angela Grovey (VF : Daria Levannier) : Krystal Walters
- Aderinsola Olabode : Naima Stewart
- Thaddeus J. Mixson (VF : Tom Trouffier) : Spenser Stewart
- Michael Ealy : Damon Cooke
- Tiffany Yvonne Cox (VF : Déborah Claude) : Autumn Owens
- Nefetari Spencer (VF : Virginie Emane) : Sally Braswell
- Shannon Kane (en) (VF : Géraldine Asselin) : Shanelle Tucker
- Aries Sanders (VF : Aurélie Konaté) : Fallon Stephens
- Sean Patrick Thomas : Brayden Miller
- Eugene Byrd : CJ Cooke
- Victor Rasuk : Mike Llanas
- Brooke Lyons (VF : Marie Chevalot) : Sarah Miller
- Toby Onwumere (VF : Raphaël Cohen) : Will
- Paul Fox : Theo James
- Morris Chestnut : Corey Cash (saison 2)
- Pauletta Washington : Mama Lu

 Source et légende : version française (VF) sur RS Doublage

## Production
Le projet produit par Kerry Washington, Larry Wilmore et Shawn Holley, débute en octobre 2019 pour le réseau ABC, puis déménage à l'été 2021 chez Hulu.

## Épisodes
1. Can't Knock the Hustle
2. Family Feud
3. 99 Problems
4. Guilty Until Proven Innocent
5. So Ambitious
6. Renegade
7. N**** What, N**** Who
8. Song Cry
9. Already Home